# 9153 Chikurinji
A 9153 Chikurinji (ideiglenes jelöléssel 1981 UD2) a Naprendszer kisbolygóövében található aszteroida. Hiroki Kosai és Kiichirō Furukawa fedezte fel 1981. október 30-án.